# Bernard Rose

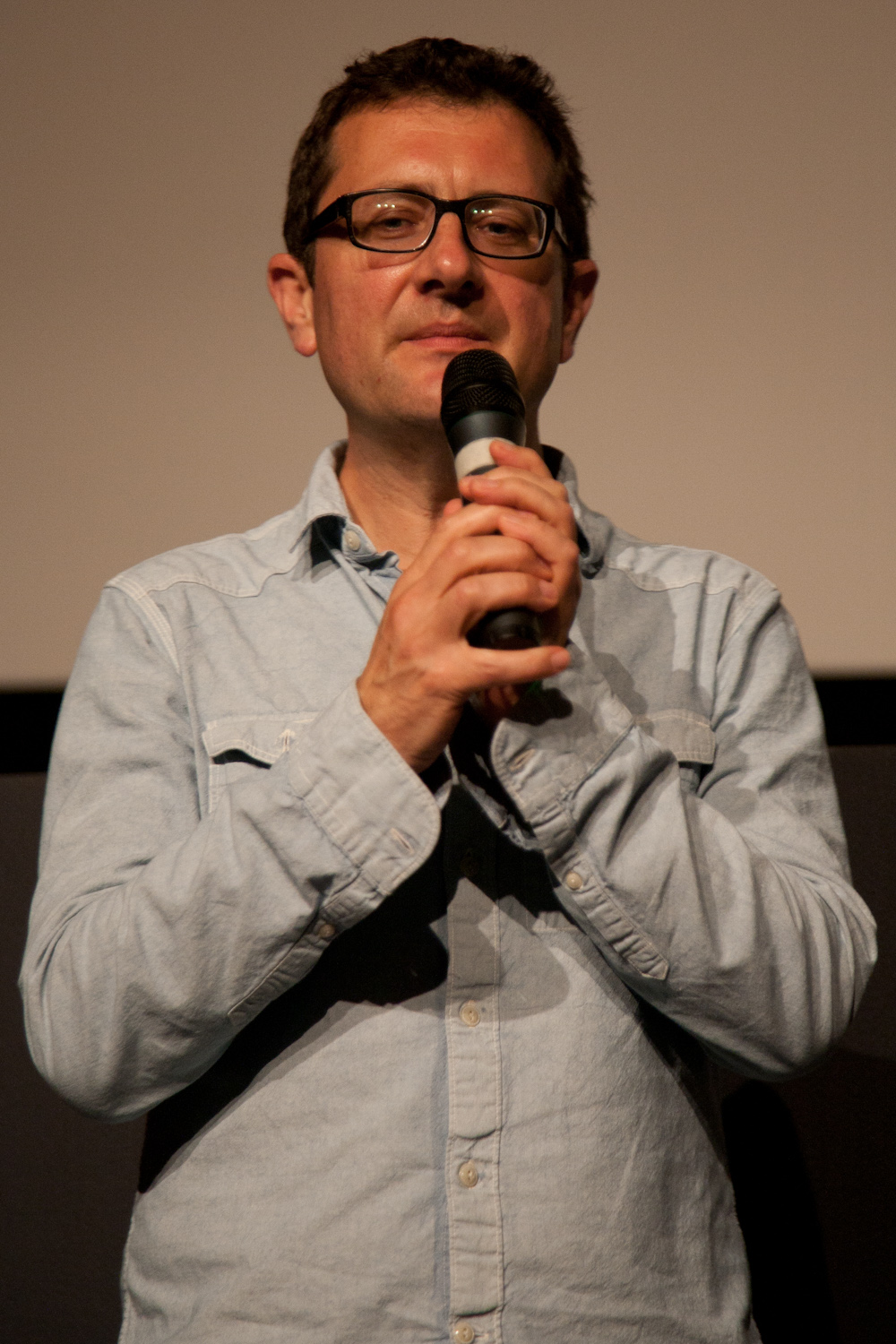
Bernard Rose (2010)

Bernard Rose (* 4. August 1960 in London, England) ist ein britischer Filmregisseur, Drehbuchautor, Kameramann und Filmeditor. Zu seinen Filmen zählen Candyman’s Fluch, Ludwig van B. – Meine unsterbliche Geliebte und Anna Karenina.

## Leben
Im Alter von neun Jahren begann Rose bereits mit dem Drehen von Super-8-Filmen. 1975 gewann er einen von der BBC ausgeschriebenen Amateurfilmer-Wettbewerb und bekam dadurch die Gelegenheit, seine bisherigen Aufnahmen auszustrahlen. Er arbeitete für Jim Henson bei der letzten Staffel der Muppet Show und bei dessen Film Der dunkle Kristall. 1982 machte er an der National Film and Television School seinen Master und arbeitete danach als Regisseur von Musikvideos für MTV.
1988 drehte er mit Paperhouse – Albträume werden wahr seinen ersten größeren Spielfilm. Seinen Durchbruch hatte er 1992 mit dem inzwischen zum Kult avancierten Horrorfilm Candymans Fluch. Sein nächstes Filmprojekt war Ludwig van B. – Meine unsterbliche Geliebte, bei dem er auch am Drehbuch mitwirkte, gefolgt von Anna Karenina mit Sophie Marceau in der Hauptrolle. Mit seiner modernen Verfilmung von Tolstois Novelle Die Kreutzersonate gelang Rose 2007 eine thematische Verknüpfung des russischen Schriftstellers mit Ludwig van Beethoven, die zuvor die Inspiration für zwei seiner wichtigsten Filme gegeben hatten.
2012 führte Rose Regie bei der deutsch-italienischen Koproduktion Der Teufelsgeiger über das Leben des Geigenvirtuosen Niccolò Paganini. Der Film mit David Garrett in der Hauptrolle kam im November 2013 in die deutschen Kinos.

## Filmografie (Auswahl)

### Regisseur
- 1986: Prospects (Fernsehserie, 2 Episoden)
- 1986: Smart Money
- 1987: Body Contact
- 1988: Paperhouse – Albträume werden wahr (Paperhouse)
- 1990: Chicago Joe und das Showgirl (Chicago Joe and the Showgirl)
- 1992: Candyman’s Fluch (Candyman)
- 1994: Ludwig van B. – Meine unsterbliche Geliebte (Immortal Beloved)
- 1997: Anna Karenina
- 2002: Ivans Xtc
- 2005: Snuff-Movie
- 2008: The Kreutzer Sonata
- 2010: Mr. Nice
- 2012: Family Business – Wie der Vater, so der Sohn (Two Jacks)
- 2012: Boxing Day
- 2013: Sx_Tape
- 2013: Der Teufelsgeiger (Paganini: The Devil’s Violinist)
- 2015: Frankenstein – Das Experiment (Frankenstein)
- 2019: Samurai Marathon
- 2021: Traveling Light

### Drehbuchautor
- 1992: Candyman’s Fluch (Candyman)
- 1994: Ludwig van B. – Meine unsterbliche Geliebte (Immortal Beloved)
- 1997: Anna Karenina
- 2000: Ivans Xtc
- 2005: Snuff-Movie
- 2008: The Kreutzer Sonata
- 2010: Mr. Nice
- 2012: Family Business – Wie der Vater, so der Sohn (Two Jacks)
- 2012: Boxing Day
- 2013: Der Teufelsgeiger (Paganini: The Devil’s Violinist)
- 2015: Frankenstein – Das Experiment (Frankenstein)
- 2019: Samurai Marathon
- 2021: Traveling Light

### Anderes
- 2000: Ivans Xtc (Kamera, Schnitt)
- 2005: Snuff-Movie (Kamera)
- 2008: The Kreutzer Sonata (Kamera, Schnitt)
- 2010: Mr. Nice (Kamera, Schnitt)
- 2012: Family Business – Wie der Vater, so der Sohn (Two Jacks, Kamera)
- 2012: Boxing Day (Kamera, Schnitt)
- 2013: Sx_Tape (Kamera, Schnitt)
- 2013: Der Teufelsgeiger (Paganini: The Devil’s Violinist, Kamera)
- 2021: Traveling Light (Produktion)